# Czek podróżniczy

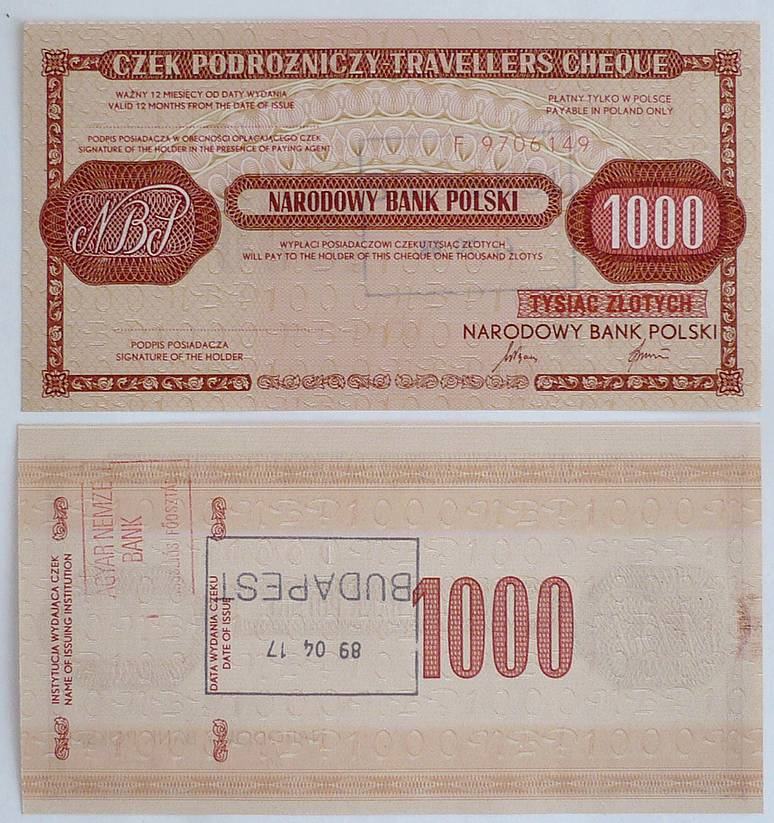
Czek podróżniczy NBP na 1000 zł wydany w 1989 na podróż do Polski

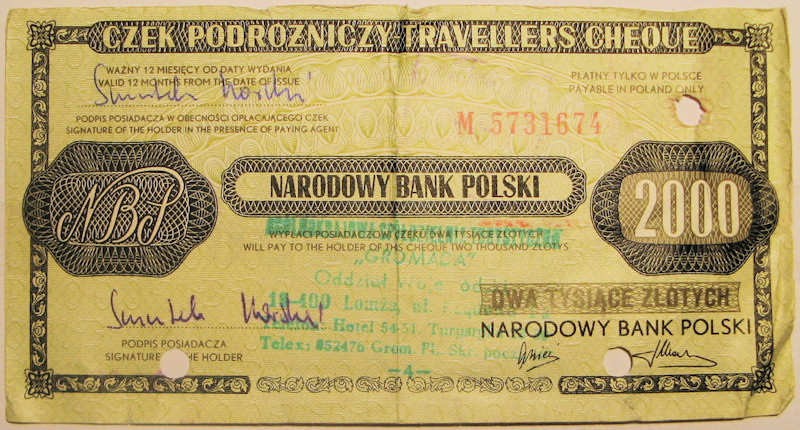
Czek podróżniczy na 2000 zł

Czek podróżniczy albo czek podróżny (ang. traveler’s cheque) – rodzaj czeku, który wystawiany jest przez bank lub inną instytucję finansową na standardową kwotę (np. 100 złotych, 100 euro, 50 funtów) w różnych walutach. Jest to rodzaj polecenia wypłaty, skierowanego przez bank do innych banków. Czek taki trasowany jest na samą instytucję wydającą.
Czeki podróżnicze wystawiane są imiennie na konkretną, podpisaną na nim osobę i stają się ważne dopiero w chwili złożenia przez właściciela drugiego podpisu w chwili jego realizacji, co chroni go przed nieuprawnionym użyciem w razie zguby lub kradzieży. Zazwyczaj stosowane bywały w czasie pobytu za granicą. Niekiedy ważność czeku ograniczona była do konkretnego kraju (jak np. pokazany obok, wydany na Węgrzech czek NBP – do realizacji tylko w Polsce).
Czeki podróżne jako pierwsza na rynek wprowadziła American Express Company w 1890 roku. Jeszcze tego samego roku, firma American Express sprzedała czeki podróżne na łączną sumę 9120 dolarów. W roku 2000 suma ta wynosiła już 24,6 biliona dolarów. Powszechne stosowanie kart kredytowych i debetowych na całym świecie znacznie ograniczyło popularność czeków podróżnych podczas wyjazdów wakacyjnych.